# Fallo catastrófico
El fallo catastrófico o falla catastrófica, en un sistema mecánico, eléctrico o físico cualquiera, es aquel cuya probabilidad de ocurrencia es extremadamente bajo, menor al 0.000001 (1x10 a la menos 6), pudiéndose asociar a una distribución de valores extremos. 
El o la falla catastrófica, cuando ocurre, suele causar daños ingentes al sistema donde se produce, con pérdidas de vida y posiblemente destrucción del sistema en sí y daños materiales en su entorno.
Fallas catastróficas incluyen, por ejemplo, la rotura en vuelo de un perno de sujeción de la turbina en un avión a reacción.
Los modelos de confiabilidad (o fiabilidad) de los sistemas mecánicos y/o eléctricos suelen definir la probabilidad de fallas en sus subsistemas y/o partes con el fin de poner énfasis en los tiempos (promedios) de las acciones de mantenimiento y/o de seguridad. La rama de la ingeniería que se encarga de definir las probabilidades de fallas en los sistemas es la ingeniería de confiabilidad (mecánica, eléctrica, etc.).
Algunos modelos asociados con la confiablidad: Weibull, Gumbell, Valores extremos, etc.
- Datos: Q30901792